# 맹자 (책)

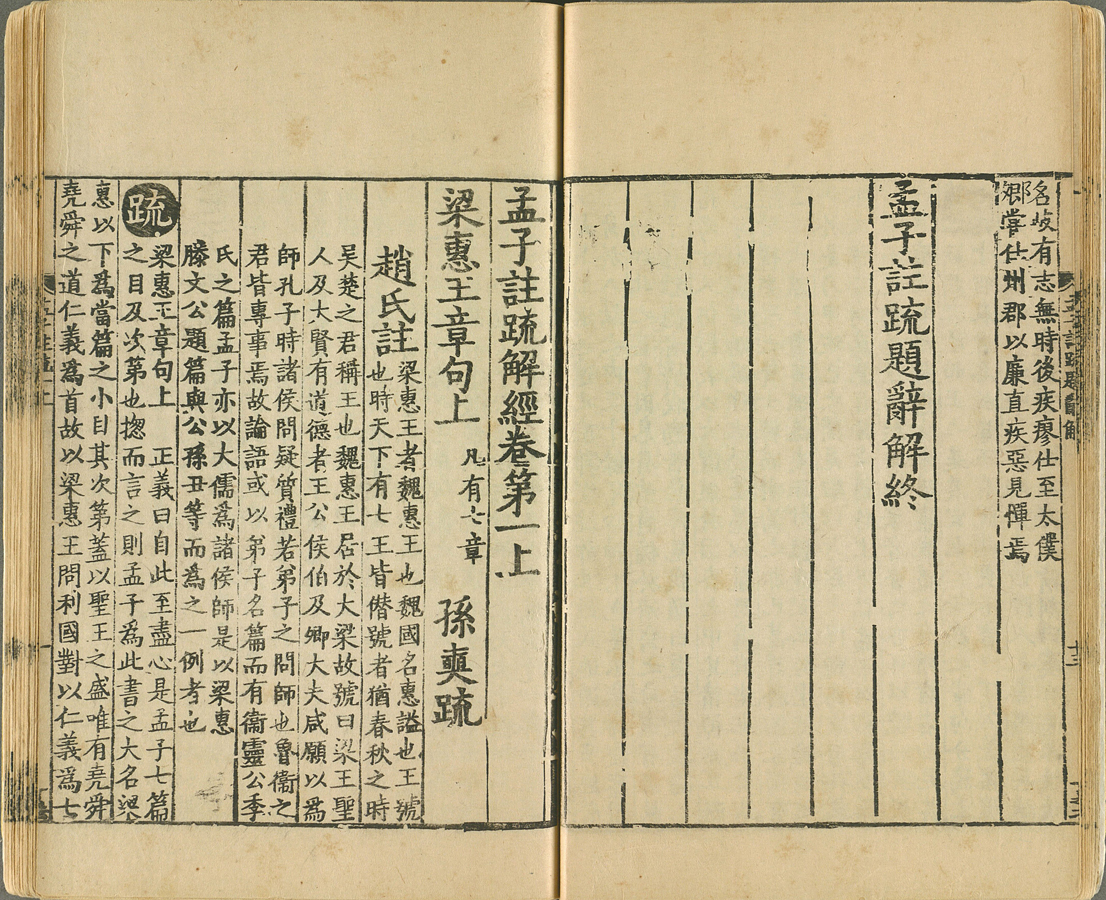

《맹자(孟子)》는 사서오경에 속하는 유교 경전이다.

## 소개
《맹자》는 전국시대의 유가였던 맹자가 각국의 제후들에게 유세를 하거나, 자신의 제자들과 대화를 나눈 것, 혹은 고자 등의 다른 사상가들과의 논쟁한 것을 기록한 어록이다.
《사기》에 따르면 《맹자》는 맹자 은퇴 후 제자인 만장(萬章) 등의 제자와 함께 지은 것이라는 설이 있으나, 실제로는 맹자 말년이나 맹자 사후에 제자들이 맹자가 남긴 말을 기록하여 엮은 책이라 생각된다. 총 7편 14장구로 이루어져 있으며, 《사기》〈맹자·순경열전〉에는 7편, 《한서》〈예문지〉에는 11편이라 기록되어 있다. 그 4편의 경우에는 언제 실전되었는지는 미상이다.
춘추시대에 저술된《논어》와는 달리, 이미 주 왕실이 완전히 쇠퇴하여 그 권위를 망실하고 전국 7웅이 횡행하여 패권을 다투던 시기에 저술된 책이기 때문에, 《논어》와는 약간의 차이를 보인다. 전국시대에 유세를 하기 위해 군주와의 대화나 상대 학파의 사상가와의 논쟁에서 《논어》에 비해 많은 비유와 변론법을 사용하고 있다.《맹자》 전체의 내용은 '살인을 좋아하지 않는 군주'가 능히 천하를 통일할 것이며, 군주가 포악하고 무도하여 천명이 떠나면 필부에 불과하다 하여 왕도정치와 혁명론을 역설하고 있다. 이로 인하여 오랫동안 높이 인정받지 못했으나 남송의 주자가《맹자》를 사서의 하나로 인정하고, 주석한 후에 십삼경의 하나로 인정받았다.

## 구성
맹자는 아래의 7편으로 구성된다.

### 양혜왕
맹자가 제후국을 돌아다니며 자신의 뜻을 피력하는 부분으로 상편은 7장, 하편은 16장으로 되었다. 그는 양혜왕(梁惠王)에게 왕도정치를 실시하라고 조언하고 있는데 왕은 백성과 함께 즐거움을 누려야 그 즐거움이 오래갈 수 있으며, 왕이라도 잘못하면 왕위에서 물러나야 한다고 주장하고 있다.

### 공손추
맹자는 그의 제자인 공손추와 왕도정치에 대해서 이야기한다. 그리고 패도정치를 축출해야 한다고 주장하며 유가의 의리(義理)를 밝히고 자신의 포부를 나타내었다. 상편은 9장, 하편은 14장으로 구성되어 있다. 반구저기(反求諸己), 호연지기(浩然之氣), 인화(人和)라는 말이 여기에서 유래하였다.

### 등문공
왕의 국가통치에 대해서 밝히고 있다. 상편은 5장, 하편은 10장으로 구성되어 있다. 왕이 중국 전대륙을 통치하는 천자가 되기 원한다면 먼저 백성이 풍요로운 삶을 살 수 있도록 해야한다고 말한다. 또한 인간에게는 인륜이 가장 중요하니 이를 저버리면 아무리 훌륭한 행실을 해도 무의미하다고 말한다.

### 이루
상편 28장, 하편 33장으로 구성되어 있다. 자신의 본성을 추구하라고 촉구하고 있는 맹자는 자신을 바르게 할 것을 주장하고 있다.

### 만장
상하 편 각 9장으로 구성되어 있는 만장은 덕이 천도에 합치하면 도를 얻을 것이고, 어질면 천하사람을 얻을 것이라며 인도(仁道)를 행할 것을 주장하고 있다. 민의가 천의라는 사상과 관직에 나아갈 때에도 때에 맞게 해야한다는 사상을 나타내고 있다.

### 고자
맹자와 고자가 인성(人性)에 대하여 대화를 한다. 인의(仁義)는 내적인 것이니 구하면 얻을 수 있고, 구하지 않으면 잃어버린다는 것이 주된 내용이다. 상편은 20장, 하편은 16장으로 구성되어 있다. 구차히 살지말고 의로운 삶을 살라고 이야기 한다. 왕도가 쇠퇴하는 것은 제후나 대부가 도를 숭상하지 않기 때문이고, 왕이 백성에게 예의를 가르치지 않고 이용만 하는 것은 백성을 해치는 것이라고 말한다.

### 진심
백성이 나라에서 가장 귀하고, 학문에는 순서가 있어야 한다는 내용이 주를 이루고 있다. 상편 46장, 하편 38장으로 구성되어 있다. 세속적인 욕망에 앞서 도덕적으로 깨끗한 삶이 군자로서 더 추구해야할 것이며, 성인의 도를 배우는 데에 순서가 있으며 꾸준히 노력하면 이룰 수 있을 것이라고 말한다.

## 참고 문헌
- 본 문서에는 지식을만드는지식에서 CC-BY-SA 3.0으로 배포한 책 소개글을 기초로 작성된 내용이 포함되어 있습니다.
- 장현근 역, 2009, 지만지, ISBN 9788962283204